# アクロスモール守谷
アクロスモール守谷（アクロスモールもりや、Across Mall Moriya）は、茨城県守谷市松ケ丘6丁目に所在する、大和ハウス工業グループの大和ハウスリアルティマネジメントが運営するショッピングモールである。

## 概要
2006年（平成18年）4月、都市再生機構が常総ニュータウン南守谷地区の常総ふれあい道路沿いに所有していた広大な敷地の一部を複合商業施設として開業したものである。近隣に大型商業施設が増えたことにより、開店以来大幅な改装を行っている。
- 住所：〒302-0127 茨城県守谷市松ケ丘六丁目1番地1
- 営業時間：10:00〜20:00（カスミのみ10:00〜21:45）
- 休業日：年中無休
- 駐車場：1,186台

## 主なテナント
- カスミ フードマーケット
- しまむら
- ドラッグスギ
- セリア
- はま寿司
- ほけんの窓口
- ユニクロ
- アクロスモール歯科クリニック
- イデカフェ
- アベイル
- 海野メディカルクリニック
- 家具のかねたや
- 南山堂薬局
- バースデイ
- フラワーショップ花摘
- まつのき眼科クリニック
- 森塾

## 開店時の主なテナント
- うれし屋
- ABCマート
- anyFAM
- OLIVE des OLIVE
- ORIHICA
- 織部
- カメラのきむら
- Curves
- caurses au antiques
- claire's accessories
- for-by-be
- BERRY'S BERRY
- Pain D`artisan Nicolas - 全国各地からファンが足繁く通うと有名であった。シェフによる本が出版されている。
- ノジマ

## 交通アクセス

### 鉄道
- 首都圏新都市鉄道つくばエクスプレス・関東鉄道常総線守谷駅下車徒歩20分

### バス
- 関東鉄道バス「松ケ丘小入口」下車徒歩3分
- 守谷市コミュニティバス「モコバス」
  - Aルート「給食センター前」下車徒歩4分
  - Bルート「松ケ丘七丁目」下車徒歩7分

### 自動車
- 常磐自動車道谷和原ICより15分

## 周辺
- 常総ニュータウン
- 常総ふれあい道路
- ロックシティ守谷ショッピングセンター